# Площадь Героев УПА
Пло́щадь Геро́ев УПА (укр. пло́ща Геро́їв УПА) — площадь в Оболонском районе города Киева.
Расположена между проспектом Степана Бандеры, Богатырской и Вербовой улицами.

## История
Возникла в середине 1970-х годов во время застройки жилого массива Оболонь и автодороги к Московскому мосту. С 1980-х годов называлась Тульская площадь — в честь города-героя Тулы (название официально не утверждено). Кроме того, в 1975—1977 годы название Тульская площадь носила Чернобаевская площадь (Героев Бреста), расположенная на территории нынешнего Святошинского района.
В начале 2000-х годов была произведена реконструкция площади и изменена организация движения автотранспорта.
В процессе дерусификации городских объектов, в 2022 году площадь получила современное название — в честь членов Украинской повстанческой армии.

## Коммерческие учреждения
- ТЦ «ГородОК»,
- ТЦ «Эльдорадо»,
- хозяйственный рынок «Петровка»

## Транспорт
- Троллейбусы 25, 27, 29, 30, 31, 34
- Автобусы 21, 101
- Маршрутные такси 150, 151, 153, 154, 155, 157, 157-Д, 168, 183, 192, 195, 213, 234, 242, 244, 247, 410, 453, 463-Д, 522, 525, 550, 573, 597, 598-Д
- Станция метро «Почайна» (0,2 км)
- Ж.д. станция Почайна (0,5 км)